# Kraśnik Górny
Kraśnik Górny (Duits: Oberschönfeld) is een plaats in het Poolse district  Bolesławiecki, woiwodschap Neder-Silezië. De plaats maakt deel uit van de gemeente Bolesławiec en telt 450 inwoners.